# شهرستان ورخوفسکی
شهرستان ورخوفسکی (به لاتین: Verkhovsky District) یک شهرستان در روسیه است که در استان اریول واقع شده‌است.